# موئه کاهارا
موئه کاهارا (انگلیسی: Moe Kahara؛ زادهٔ ۱۸ دسامبر ۲۰۰۰) صداپیشگی اهل ژاپن است. وی از سال ۲۰۱۹ میلادی تاکنون مشغول فعالیت بوده‌است.